# Burg Laubegg (Bodman-Ludwigshafen)
Die Burg Laubegg ist eine abgegangene Höhenburg auf dem Homberg, 2300 Meter nordnordöstlich der katholischen Pfarrkirche St. Otmar des Ortsteils Ludwigshafen der Gemeinde Bodman-Ludwigshafen im baden-württembergischen Landkreis Konstanz.

## Geschichte
Die während der zweiten Hälfte des 12. Jahrhunderts erbaute Burg war der Sitz des niederadeligen Geschlechtes der zwischen 1198 und der Mitte des 14. Jahrhunderts genannten Herren von Laubegg. Während des 14. Jahrhunderts gingen die Laubegger Güter und Höfe, und damit wohl auch die Burg selbst, an die Herren von Hohenfels über. Von ihnen ging der Besitz später an das Heilig-Geist-Spital in Überlingen. Die Burg bestand vermutlich bis ins 14./15. Jahrhundert, ein aus der Nordostecke der Burgstelle gefundener Rest einer Becherkachel wird auf diese Zeit datiert.

## Beschreibung
Die 600 Quadratmeter große und in rund 570 m ü. NHN Höhe liegende Burgstelle befindet sich auf einem von der Westflanke des Homberges abgehenden, nach Nordnordwesten gerichteten spornartigen Ausläufer. Die Kanten der leicht abfallenden Burgfläche sind künstlich versteilt und fallen bis auf die Südseite steil zu Tal ab, im Westen zu dem des Rickenbaches, im Norden sowie im Osten zu dem eines kleinen Nebenbaches. An der Ostseite sowie an der nördlichen Schmalseite des Burgplateaus ist dem Fuß der jeweiligen Böschungskante eine Terrasse vorgelegt. Im Süden der Burgstelle steigt das Gelände zum 630,8 m ü. NHN hohen Nebengipfel des Homberges an und war so von Natur aus schlecht geschützt. Zum Schutz der Burganlage wurde an dieser Seite ein etwa 12 Meter langer, acht Meter tiefer und bis zu 17 Meter breiter Halsgraben als Annäherungshindernis angelegt. Dieser Sohlgraben verläuft von Ostnordost nach Westsüdwest, an beiden Enden ist ein Abraumhügel zu erkennen. Der Graben, durch den ein rezent angelegter Forstweg führt, wurde bei dessen Bau besonders an den Böschungen im mittleren Bereich gestört.
Auf der 35 Meter langen, 12 Meter breiten und sich zur Spornspitze im Norden hin auf 20 Meter verbreiternde Burgstelle finden sich noch Spuren einstiger Bebauung. Im Nordwestbereich des Burgplateaus befindet sich eine 0,5 Meter hohe und 7 × 15 Meter große Erhebung, darin zwei kleine Trichtergruben, die an ihren Rändern noch Schuttwälle aufweist. Hierbei handelt es sich wohl um die Reste eines größeren Gebäudes der früheren Burg. Im Süden des Burgplateaus, unmittelbar an den Halsgraben grenzend, und hier auch durch den Bau des Forstweges leicht gestört, liegen zwei etwa parallel zum Halsgraben geführte Wallzüge, durch eine Rinne voneinander getrennt, wohl ebenfalls die Reste eines Gebäudes. Die Burgfläche ist zudem stark durchwühlt. Der frühere Aufgang zur Burg verlief möglicherweise über die Terrasse an der Ostseite der Burgstelle, um das Jahr 1820 waren ein Torbogen sowie weiteres Mauerwerk erhalten.